# Ciężkowice-Gebirge

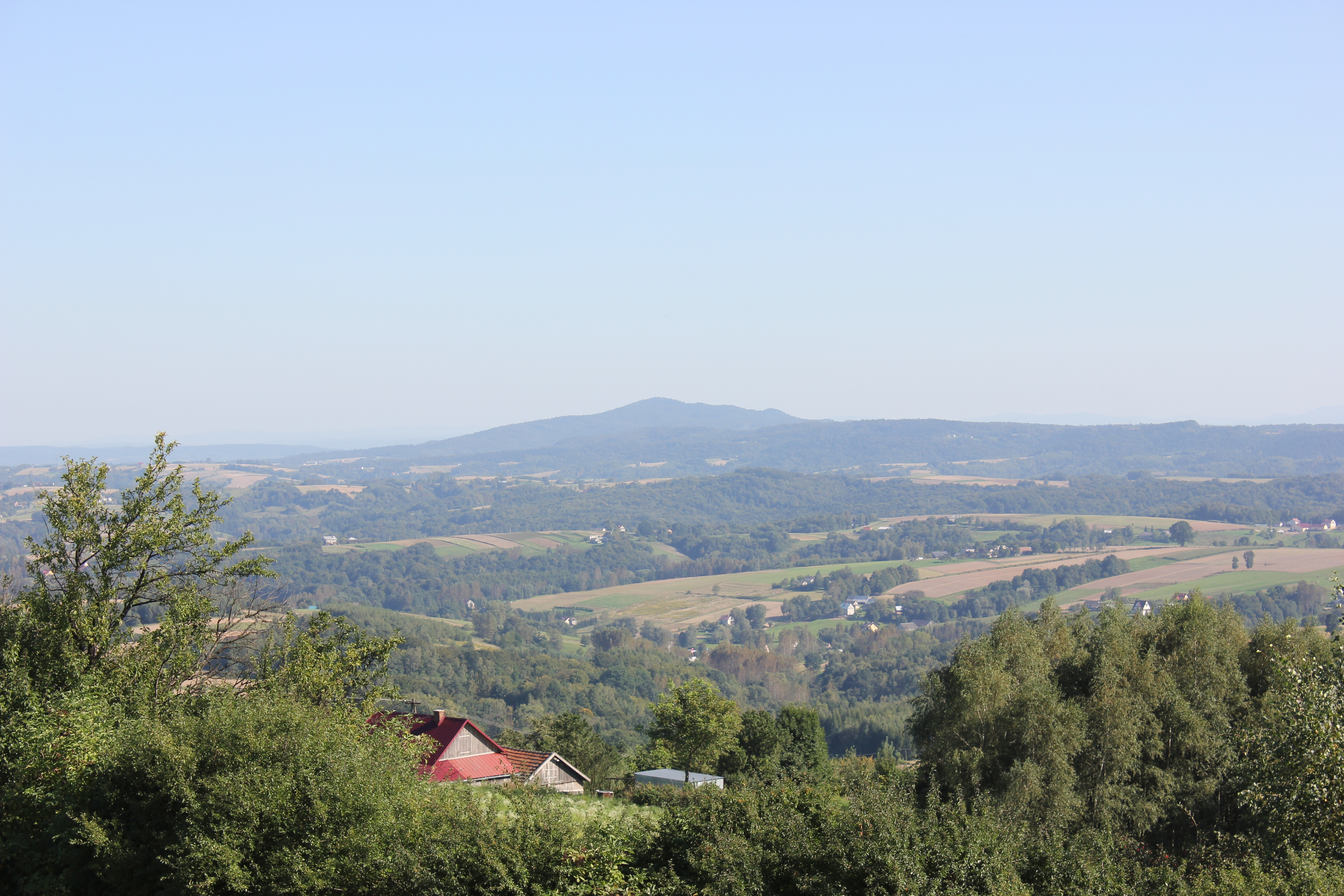
Wola Lubecka

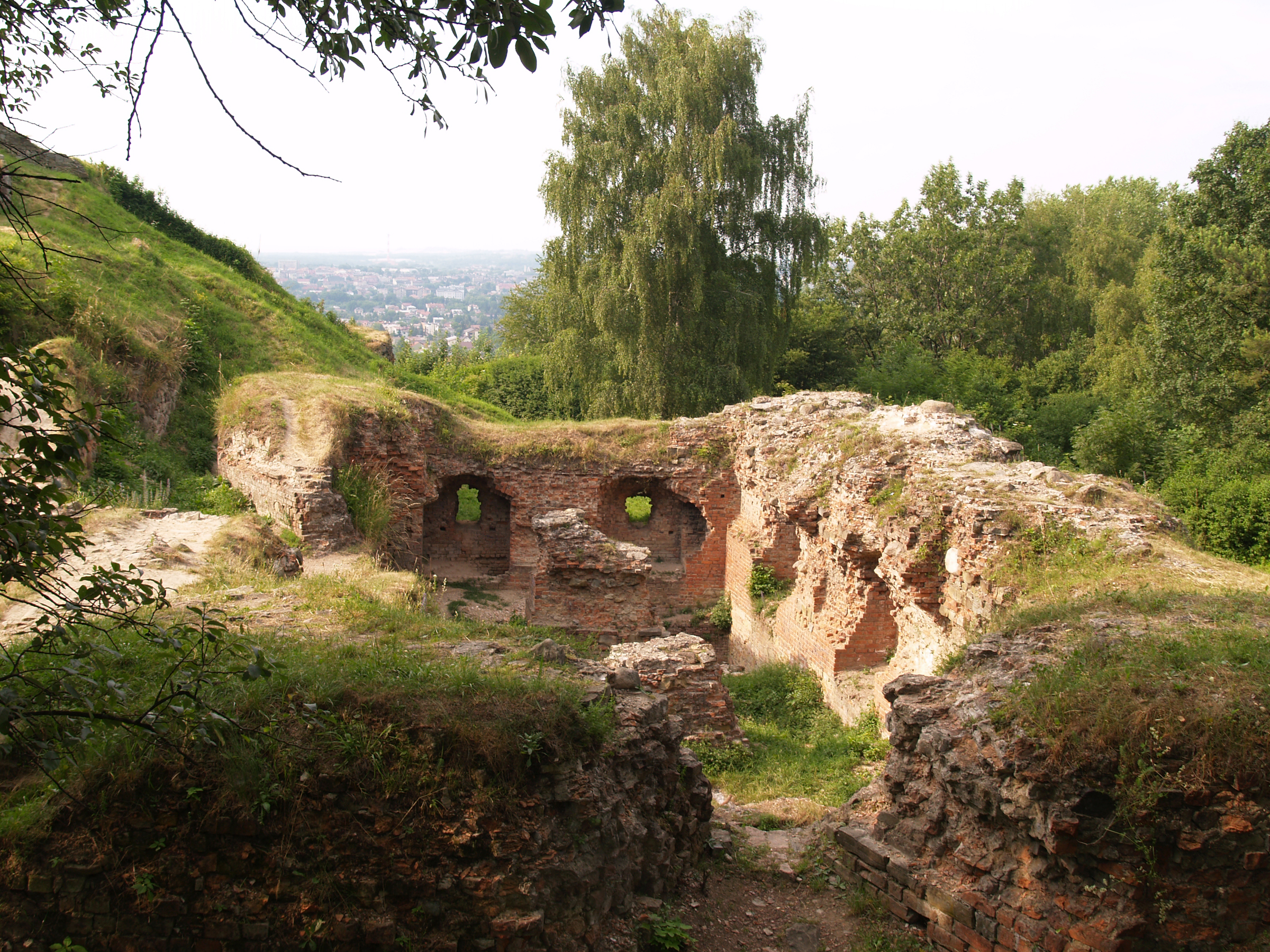
Blick von der Burg Tarnów

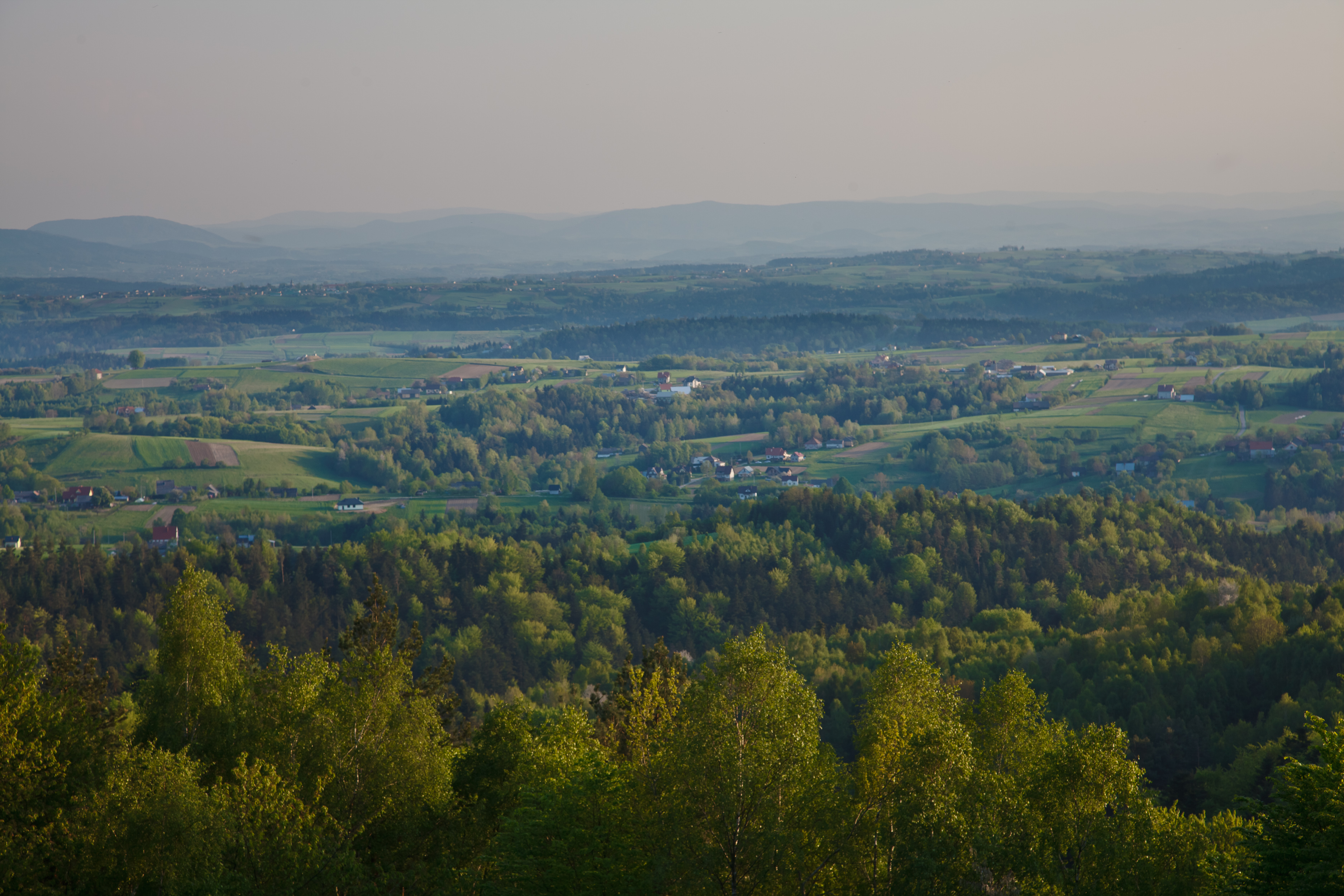
Brzanka-Kamm

Das Ciężkowice-Gebirge (polnisch: Pogórze Ciężkowickie) besteht aus Vorbergen der Mittelbeskiden im südlichen Polen in den Woiwodschaften Kleinpolen und Karpatenvorland. Sein höchster Gipfel ist die Liwocz mit 562 m. Sie ist nach der Stadt Ciężkowice benannt.

## Geographie
Das Gebirge grenzt im Westen an das Rożnów-Gebirge, im Osten an das Strzyżów-Gebirge, im Süden an das Jasło-Krosno-Becken und im Norden an die Tarnów-Hochebene im Sandomirer Becken. Es liegt zwischen den Flüssen Biała im Westen und Wisłoka im Osten.

## Gliederung
Das Gebirge hat eine Fläche von 740 km² und gliedert sich in mehrere Kämme, von denen der Brzanka-Kamm der bedeutendste ist.

## Städte
Die Städte im Ciężkowice-Gebirge sind Ciężkowice, Biecz, Pilzno, Jasło und Tuchów. Vom Gebirge ist die nördlich gelegene Großstadt Tarnów gut zu sehen.

## Tourismus
Durch das Gebirge verlaufen zahlreiche markierte Wander- und Fahrradwege.

## Soldatenfriedhöfe
Im Gebirge tobten am Anfang des Ersten Weltkriegs erbitterte Kämpfe zwischen der einrückenden russischen Armee und der Armee Österreich-Ungarns. Daher befinden sich hier zahlreiche Soldatenfriedhöfe aus dem Ersten Weltkrieg.

## Naturschutz
Das Gebirge liegt in dem Naturpark Ciężkowice-Rożnów. Es gibt zwei Naturreservate:
- Naturreservat Skamieniałe Miasto
- Naturreservat Liwocz
- Naturreservat Ostry Kamień
- Naturpark Łąki nad Młynówką

## Nachweise
- Jerzy Kondracki: Geografia regionalna Polski. Warszawa: Wyd. Naukowe PWN, 1998. ISBN 83-01-12479-2